# بورگوا (شوابن)
شهر بورگوا در ایالت بایرن در کشور آلمان واقع شده است.